# Provisorische Landesregierung Piesch III
Die Provisorische Landesregierung Piesch III bildete die provisorische Kärntner Landesregierung vom 25. Juli 1945 bis zum 10. Dezember 1945. Die Landesregierung Piesch III übernahm damit die Geschäfte des Konsultativen Landesausschuss Piesch II und führte die Geschäfte bis zur Angelobung der ersten regulären Landesregierung Piesch IV weiter.
Der Provisorischen Landesregierung Piesch III gehörten neun Mitglieder an, wobei die Sozialistische Partei Österreichs (SPÖ) den Landeshauptmann und drei Landesräte stellte. Die Österreichische Volkspartei (ÖVP) entsandte den 1. Landeshauptmann-Stellvertreter sowie zwei Landesräte in die Regierung, die Kommunistische Partei Österreichs (KPÖ) einen Landesrat. Zudem gehörte der provisorischen Landesregierung ein Vertreter der Kärntner Slowenen an.
Während der Amtszeit der Landesregierung kam es zu einer personellen Änderungen, als Ignaz Tschurtschenthaler am 15. Oktober 1945 Hans Amschl als Landeshauptmann-Stellvertreter ablöste.

## Regierungsmitglieder
| Amt                                                     | Name                     | Partei                          | Referate |
| ------------------------------------------------------- | ------------------------ | ------------------------------- | -------- |
| Landeshauptmann                                         | Hans Piesch              | SPÖ                             |          |
| 1. Landeshauptmann-Stellvertreter ab 15. Oktober 1945   | Ignaz Tschurtschenthaler | ÖVP                             |          |
| Landesrat                                               | Wolfram Enzfelder        | SPÖ                             |          |
| Landesrat                                               | Hans Herke               | SPÖ                             |          |
| Landesrat                                               | Ferdinand Wedenig        | SPÖ                             |          |
| Landesrat                                               | Hans Ferlitsch           | ÖVP                             |          |
| Landesrat                                               | Franz Sagaischek         | ÖVP                             |          |
| Landesrat                                               | Josef Tschofenig         | KPÖ                             |          |
| Landesrat                                               | Josef Tischler           | Vertreter der Kärntner Slowenen |          |
| Vorzeitig ausgeschiedene Mitglieder der Landesregierung |                          |                                 |          |
| 1. Landeshauptmann-Stellvertreter bis 15. Oktober 1945  | Hans Amschl              | ÖVP                             |          |